# Каленчук, Максим Николаевич
Максим Николаевич Каленчук (укр. Максим Миколайович Каленчук; род. 5 декабря 1989, Донецк) — украинский футболист, полузащитник.

## Биография
С 2003 года по 2004 год выступал в детско-юношеской футбольной лиге Украины за донецкий «Шахтёр». В 2005 году перешёл в донецкое Училище олимпийского резерва, где провёл следующие два года. Тренером Каленчука в УОР был Сергей Жицкий.
В начале 2009 года стал игроком донецкого «Титана», который выступал во Второй лиге Украины. Свой первый матч на профессиональном уровне провёл 4 апреля 2009 года на выезде против «Сум» (2:2), Каленчук вышел во втором тайме вместо Александра Матвийчука. Всего в сезоне 2008/09 он провёл 12 матчей.
Летом 2009 года перешёл в кировоградскую «Звезду». В команде был запасным игроком, проведя в течение полугода 7 игр в Первой лиге Украины. В 2010 году играл в чемпионате Донецкой области за славянский «Славхлеб» и константиновский «Конти». В 2011 году являлся игроком донецкого УСК-Рубин в первенстве области.
Летом 2011 года стал игроком днепродзержинской «Стали», выступавшей во Второй лиге Украины. В команде стал игроком основного состава. В феврале 2013 года вместе со «Сталью» выиграл Кубок Приднепровья. В сезоне 2013/14 «Сталь» заняла второе место во Второй лиге и вышла в Первую лигу Украины. Каленчук один раз по ходу турнира попадал в сборную тура по версии Football.ua. В феврале 2015 года вместе с командой вновь выиграл Кубок Приднепровья. В сезоне 2014/15 Каленчук являлся капитаном команды, он вошёл в символическую сборную осенней части турнира по версии сайта Football.ua и символическую сборную сезона по версии сайта UA-Футбол. «Сталь» в итоге заняла второе место в турнире, а из-за банкротства донецкого «Металлурга» вышла в Премьер-лигу Украины.
19 июля 2015 года дебютировал в чемпионате Украины, в матче первого тура сезона 2015/16 против киевского «Динамо», Каленчук начал игру в основном составе, однако был заменён на Артёма Барановского. «Сталь» проиграла со счётом (1:2).
В июне 2017 года покинул «Сталь», после чего подписал контракт с «Александрией». Покинул команду в декабре 2017 года.
Следующей командой Каленчука стал ровенский «Верес». После того как «Львов» заменил «Верес» в Премьер-лиге перед началом сезона 2018/19 Каленчук продолжил карьеру в львовском клубе. Покинул команду в октябре 2018 года.
В феврале 2019 года стал игроком «Руха», заключив полуторагодичный контракт. Игра 5 мая 2019 года против «Металлиста 1925» завершилась для футболиста травмой спины. Соглашение с клубом было досрочно расторгнуто в декабре 2019 года и Каленчук покинул стан команды.

## Достижения
- Серебряный призёр Первой лиги Украины: 2014/15
- Серебряный призёр Второй лиги Украины: 2013/14

## Статистика
| Сезон   | Клуб                | Лига                 | Чемпионат | Чемпионат | Кубок | Кубок |
| Сезон   | Клуб                | Лига                 | Игры      | Голы      | Игры  | Голы  |
| ------- | ------------------- | -------------------- | --------- | --------- | ----- | ----- |
| 2008/09 | Титан (Донецк)      | Вторая лига Украины  | 12        | 0         |       |       |
| 2009/10 | Звезда (Кировоград) | Первая лига Украины  | 7         | 0         | 1     | 0     |
| 2011/12 | Сталь (Каменское)   | Вторая лига Украины  | 25        | 4         | 2     | 0     |
| 2012/13 | Сталь (Каменское)   | Вторая лига Украины  | 18        | 2         |       |       |
| 2013/14 | Сталь (Каменское)   | Вторая лига Украины  | 30        | 1         | 2     | 0     |
| 2014/15 | Сталь (Каменское)   | Первая лига Украины  | 27        | 7         | 3     | 0     |
| 2015/16 | Сталь (Каменское)   | Премьер-лига Украины | 19        | 1         | 4     | 0     |
| 2016/17 | Сталь (Каменское)   | Премьер-лига Украины | 30        | 1         | 2     | 1     |